# ایوی‌یروی
ایوی‌یَروی (به فنلاندی: Evijärvi) یک منطقهٔ مسکونی در فنلاند است که در اوستروبوتنیای جنوبی واقع شده‌است.